# Ernest Kalas
Ernest Kalas est un architecte français né à Reims le 10 février 1861, décédé le 9 décembre 1928.

## Biographie
Philippe Ernest Kalas, architecte-décorateur fut un savant d’une vaste érudition. Pendant la guerre, il fut l’architecte du palais de Fontainebleau. En 1922 il fonda l’Union rémoise des Arts décoratifs avec le peintre Paul Bocquet et le graveur Abel Jamas.
Nous lui devons le Palais du Champagne, pavillon réalisé pour l’Exposition universelle de 1900, et les celliers Mumm (1899), que l’on peut toujours admirer rue de Mars.
Il épousa à Reims en 1886 Blanche Honorine Truchon (1866-1934), elle-même artiste peintre, et repose au Cimetière du Nord en 1909.
Il va occuper les fonctions de conservateur au sein de l'association de la "Société des amis du vieux Reims" de défense et de protection de patrimoine de la ville qui a pour siège son hôtel particulier 5 rue Salin. Il dresse en une centaine de pages en 1918 un état de la ville détruite par les bombardements des Allemands.
De 1919 à 1923, Ernest Kalas devient "inspecteur" du service archéologique de Reims rattaché au service des Monuments Historiques d'Henri Deneux, grâce à Paul Léon.
Les plans d'urbanisme de la reconstruction de Reims, projet Ford sont soumis à la Commission supérieure qui en vertu de la loi Cornudet est chargée d'approuver les plans d’extension. Le 23 mai 1920, Kalas, inspecteur des fouilles historiques de Reims, s'oppose au plan "Ford" en publiant une vive critique dans Le Cri de Reims; Le 29 mai cette commission le refuse et renvoi à la municipalité de Reims. André Hallays signe un article virulent à charge dans l'illustration du 5 juin 1920. L'ultime version du plan est finalement adopté le 13 août 1920 et ne sera pas appliqué dans son ensemble.
Une rue Kalas existe à Reims.

## Les plans Kalas
Ernest Kalas est connu pour ses plans de Reims qui, à partir des données archéologiques et leur ordonnancement chronologique, essayent de rendre compte de l'évolution de la ville gallo-romaine aux différentes époques. Ces plans devaient accompagner l'Histoire de Reims de Georges Boussinesq et Gustave Laurent. Il travailla sur ces plans avec le soutien de Paul Léon. Ils furent présentés pour la première fois lors du Congrès national  d'archéologie à Reims en 1911. L'histoire de Reims ne paraîtra qu'en 1933 et sans la contribution d'Ernest Kalas, sans doute à la suite des positions qu'il prit pour la sauvegarde du patrimoine historique de la Reims contre la municipalité de l'époque. Le Rha (Reims histoire archéologie, Robert Neiss et Jean-Jacques Valette) en dénombrent douze au format 42 × 60 cm à l'échelle 1/13000. Ces plans furent publiés par étapes et restent aux archives de la SAVR les documents originaux, plans et notes, des conférences données par Ernest Kalas en 1924. Ces plans furent publiés par Maurice Hollande en 1962 avec une version complétée en 1976.

## Œuvres
- Cellier d'expédition Mumm,
- Maison de l'architecte Ernest Kalas,

## Galerie

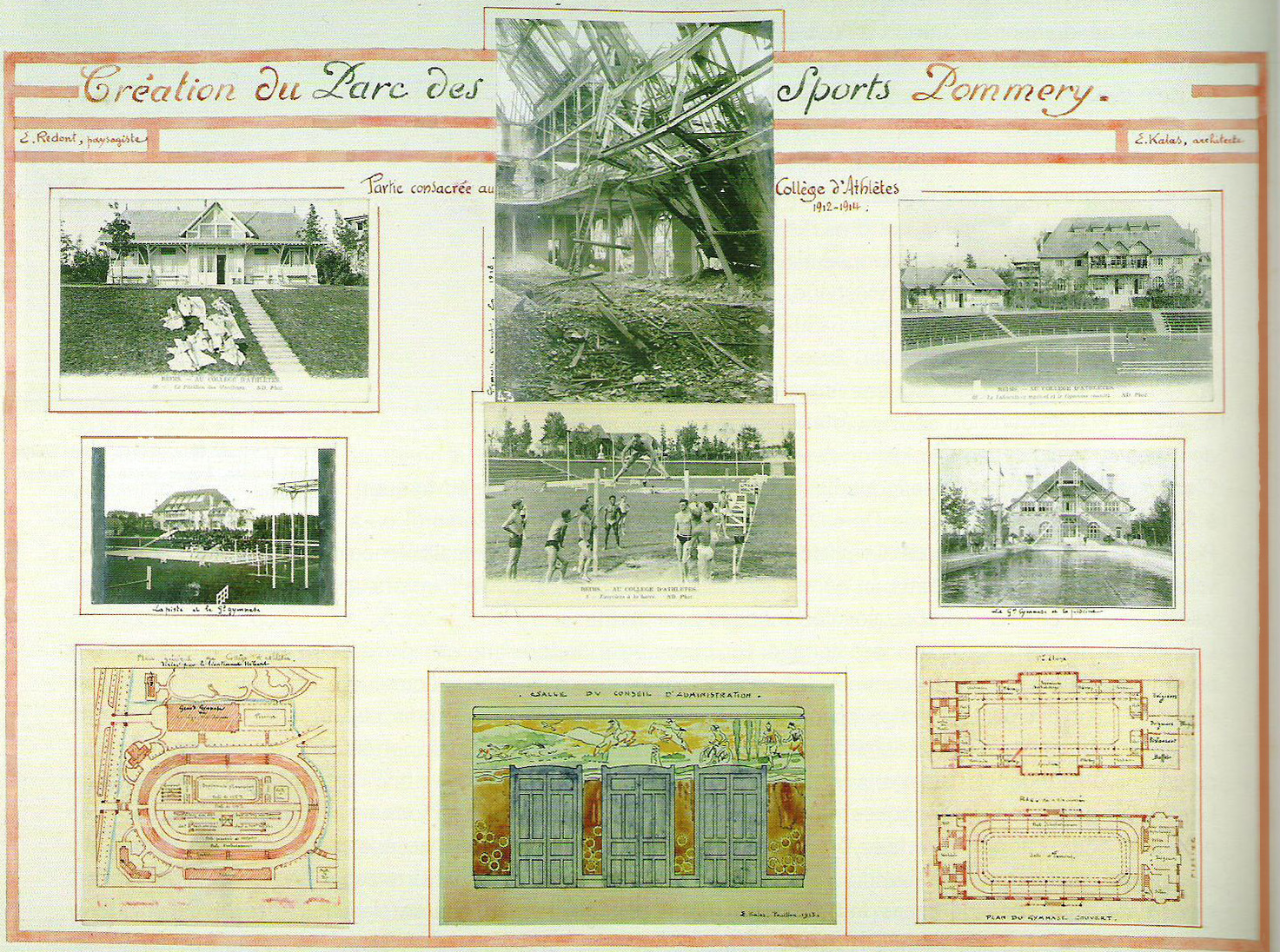
Dessins du collège d'athlètes.
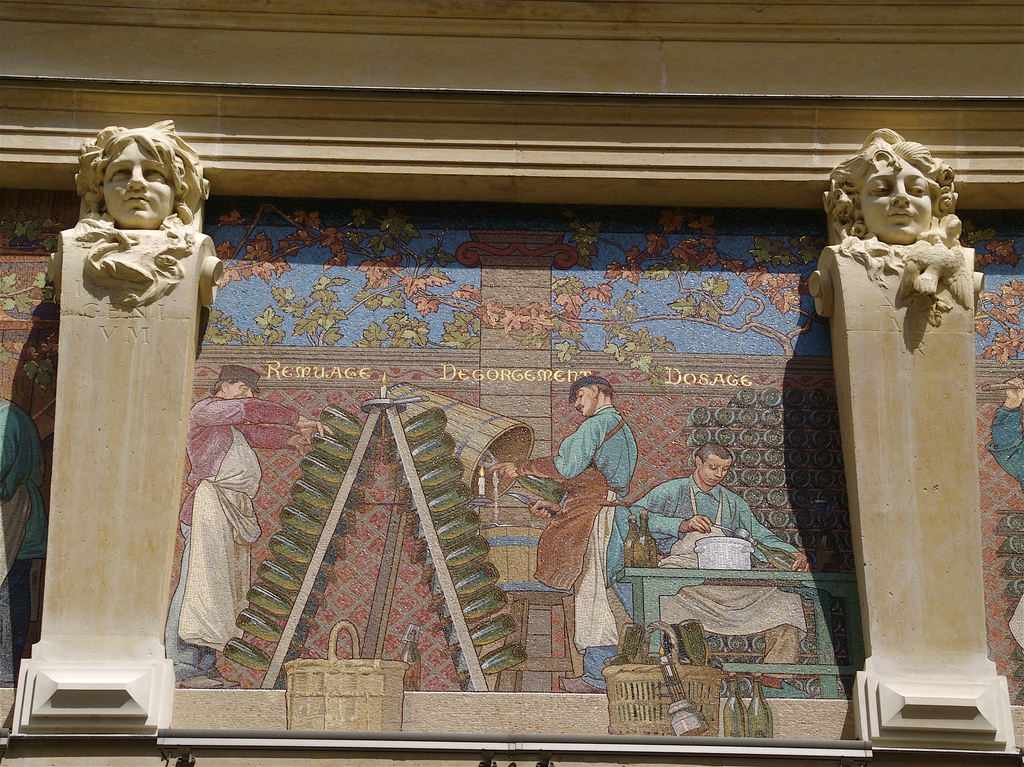
Sur la façade du Maison Jacquart à Reims.
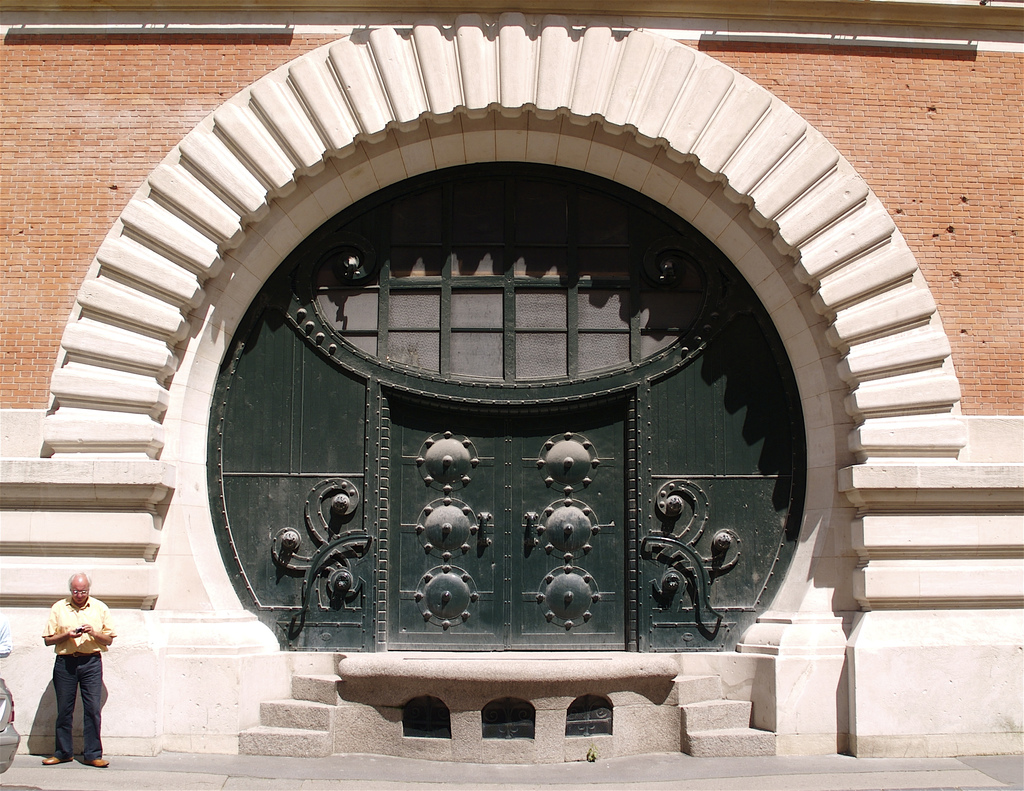
Cellier d'expédition Mumm..